# Qarabagh (huyện), Kabul
Qarabagh là một huyện thuộc tỉnh Kabul, Afghanistan. Dân số thời điểm năm 1999 là 77,583 người.